# Cheiloneurus chiaromontei
Cheiloneurus chiaromontei är en stekelart som beskrevs av Mercet 1930. Cheiloneurus chiaromontei ingår i släktet Cheiloneurus och familjen sköldlussteklar.
Artens utbredningsområde är Eritrea. Inga underarter finns listade i Catalogue of Life.